# Manuel Plasencia
Manuel Plasencia Mendoza (ur. 19 kwietnia 1943 w Islas Canarias) – wenezuelski trener piłkarski.

## Kariera trenerska
Karierę szkoleniowca rozpoczął w latach 70. XX wieku. W 1980 kierował olimpijską reprezentację Wenezueli na Igrzyskach Olimpijskich w Moskwie. Potem trenował wenezuelskie kluby, m.in. Trujillanos, Carabobo, Monagas i Mineros de Guayana. Przez 12 lat pracował z Caracas FC. Od lata 2011 do końca 2012 prowadził Deportivo Petare. Latem 2013 został mianowany na stanowisko głównego trenera klubu Estudiantes Mérida. Od 13 lutego do 16 lipca 2014 tymczasowo prowadził reprezentacji Wenezueli. W lipcu 2014 stał na czele Aragui.

## Sukcesy i odznaczenia

### Sukcesy trenerskie
Caracas FC
- mistrz Wenezueli (3): 1991/92, 1993/94, 1996/97